# Noël chez les Schtroumpfs
Noël chez les Schtroumpfs (letterlijk: "Kerstmis bij de Smurfen") is een stripalbum van De Smurfen. Het is het tweede album uit de reeks L'univers des Schtroumpfs, dat in 2012 alleen in het Frans is verschenen. Het album bevat korte verhalen over Kerstmis en de winter. De verhalen zijn geschreven en getekend door Studio Peyo, de tekenstudio van Peyo. Sommige verhalen zijn eerder al verschenen in andere media (vooral in de Duitse pers) en uitverkochte stripalbums.

## Verhalen

### Le petit sapin
Houthakkersmurf gaat op zoek naar een kerstboom voor Babysmurf. In het bos stuit hij op een pratende kerstboom, die beweert een elfje te zijn. Een ander elfje, de zus van de eerste elf, komt de Smurf uitleg geven: een heks heeft het elfje in een boom omgetoverd toen het elfje haar niet wou vertellen waar de legendarische gouden spar staat. Gargamel hoort het gesprek en verplicht de Smurf en de elf om gouden sparappels van de boom te plukken zodat hij schulden kan afbetalen. Zo niet zal hij de pratende boom verbranden. Houthakkersmurf en het elfje gaan op zoek en komen onderweg monsters tegen. De bijl van Houthakkersmurf maakt snel een einde aan de dreigingen en ze bereiken met succes de boom. Die blijkt echter slechts in legenden te bestaan: het is een gewone spar met gewone sparappels. Houthakkersmurf vraagt de andere Smurfen om hulp. Schildersmurf schildert de sparappels in goudgeel. Gargamel trapt in de val en laat zijn gijzelaar gaan. De boom vindt onderdak bij de Smurfen. Gargamel probeert er zijn schulden mee af te betalen, maar de deurwaarder wordt niet misleid: Gargamels inboedel wordt in beslag genomen.

### Hibernatus schtroumpfimus
De Smurfen gaan op zoek naar dieren in een winterslaap. Luilaksmurf valt in slaap bij een zevenslaper en wordt vergeten door zijn dorpsgenoten. Wat later wordt zijn afwezigheid opgemerkt, waarop de Smurfen naar hem op zoek gaan. Intussen heeft een stroper Luilaksmurf en de zevenslaper ontdekt. Wanneer de stroper ook de andere Smurfen hoort, probeert hij ook hen te vangen. Ze vluchten naar het hol van een beer, die de stroper in de richting van een everzwijn jaagt. Het varken geeft de stroper een bons waardoor hij Luilaksmurf en de zevenslaper loslaat. Geen van beiden blijkt echter in zijn slaap verstoord te zijn. Ze worden samen in een bed gestopt, wachtend tot de winter voorbij is.

### D'étranges bonshommes de neige
De Smurfen hebben sneeuwmannen gemaakt, maar die dreigen te smelten. De sneeuwmannetjes blijken te leven en proberen te vluchten voor de zon. Ze komen zo bij Gargamel terecht, die hen maar wat graag wil helpen als hij verneemt dat ze weten waar de Smurfen wonen. De sneeuwmannen willen terug naar de Smurfen en laten zich brengen door de tovenaar. Wanneer ze aankomen, probeert Gargamel de Smurfen onmiddellijk te vangen. Een sneeuwmannetje laat zich echter smelten en laat zich zo onder Gargamels schoenen schuiven, waarop hij valt. Gargamel valt in een beek en bevriest. Zo kan hij dienstdoen als boot voor de sneeuwmannetjes die het hoge noorden met de eeuwige vrieskou willen opzoeken. Sassette verstopt een van de mannetjes in een koelkast. De anderen bereiken hun bestemming. Gargamel wordt uiteindelijk uit zijn ijsblok bevrijd door een ijsbeer en belandt al vluchtend op de rug van een walvis.

### La Noël des Schtroumpfs
De Smurfen maken zich klaar voor Kerstmis, maar voor Gargamel zit een feest er niet in. Toch krijgt hij bezoek van de Kerstman, die vertraging heeft. Gargamel krijgt tot zijn grote teleurstelling echter geen geschenk van de Kerstman. De Kerstman wil hem eventueel toch iets geven, maar dan moet hij de Smurfen de kerstcadeautjes brengen. Hij doet wat hem opgedragen wordt en wordt inderdaad beloond: de Smurfen brengen hem geschenkjes.

### Le Noël du petit Pierre
Houthakkersmurf en de Smurfin zien in een huis een arme jongen die voor zijn zieke moeder zorgt. Ze willen de Kerstman vragen hen te helpen en zien die onderweg toevallig. De Kerstman houdt halt bij Gargamel om even uit te rusten. Gargamel ontvangt de man en vraagt hoe hij alle huizen vindt. Hij vertelt dat zijn rendieren die zijn slee trekken dat doen. Gargamel geeft de Kerstman een slaapmiddel en steelt de kleren van de Kerstman en de rendieren om zo in het Smurfendorp te geraken. De twee Smurfen zijn er getuige van en weten de Kerstman te wekken. Die roept een reserveslee en gaat Gargamel achterna. Hij kan Gargamel tijdig stoppen en krijgt een warm onthaal bij de Smurfen. Houthakkersmurf en Smurfin vragen de Kerstman nog de jongen te helpen. De jongen krijgt een voedselpakket. De Kerstman vergeet een stuk speelgoed, maar van de Smurfen krijgt hij toch nog enkele geschenken.